# Испанско-Португальская епархия
Испа́нско-Португа́льская епа́рхия (исп. Diócesis de España y Portugal, Мадри́дская и Лиссабо́нская епархия, исп. Diócesis de Madrid y Lisboa) — епархия Русской православной церкви, расположенная на территории Испании, Португалии, Андорры и Гибралтара. Входит в состав Патриаршего экзархата Западной Европы.

## История
В 1761 году в Мадриде открылась домовая церковь при Российском посольстве. В 1882 году эта церковь закрылась в первую очередь из-за прекращения финансирования. Немногочисленные православные христиане (в основном сотрудники дипломатических миссий), проживавшие в Испании, остались без пастырского окормления.
Распад Советского Союза и коммунистического блока породил массовую экономическую эмиграцию на Пиренейский полуостров. В Испанию ехали украинцы, русские, белорусы, болгары. Больше всего прибывало румын и молдаван. Открытые в Испании и Португалии приходы Русской православной церкви были объединены в Испано-Португальское благочиние Корсунской епархии.
28 декабря 2018 года Священный синод Русской православной церкви образовал Испанско-Португальскую епархию на территории Испании и Португалии, выделив её из Корсунской епархии и включив в состав созданного тогда же Западноевропейского экзархата. К тому времени в Испании проживали 73 тысячи российских граждан и 106 тысяч украинских. На территории Испании совершали служение 17 священников в 25 приходах Русской православной церкви. 11 приходов и общин действовали в Португалии. При этом по словам протоиерея Андрея Кордочкина: «Приходы располагаются зачастую за несколько сот километров друг от друга, координировать их служение из Франции едва ли возможно. Создание новой епархии призвано преодолеть эту изоляцию, укрепить единство среди священников, которые совершают служение вдали друг от друга. Кроме того, существует ряд вопросов, связанных с юридическим существованием приходов, и которые могут быть решены лишь в том случае, если их администрация будет в столице».
18 января 2019 года архиепископ Нестор подписал указ о придании храму святой равноапостольной Марии Магдалины статуса кафедрального собора епархии.
4 марта 2023 года состоялась первая в истории Русской Православной Церкви Божественная литургия в Гибралтаре.

## Правящие архиереи
- Нестор (Сиротенко) (28 декабря 2018 — 13 октября 2022), в/у с 13 октября 2022 года

## Благочиннические округа
По состоянию на март 2023 года:
- Испанский
- Португальский

## Храмы и приходы
Андорра

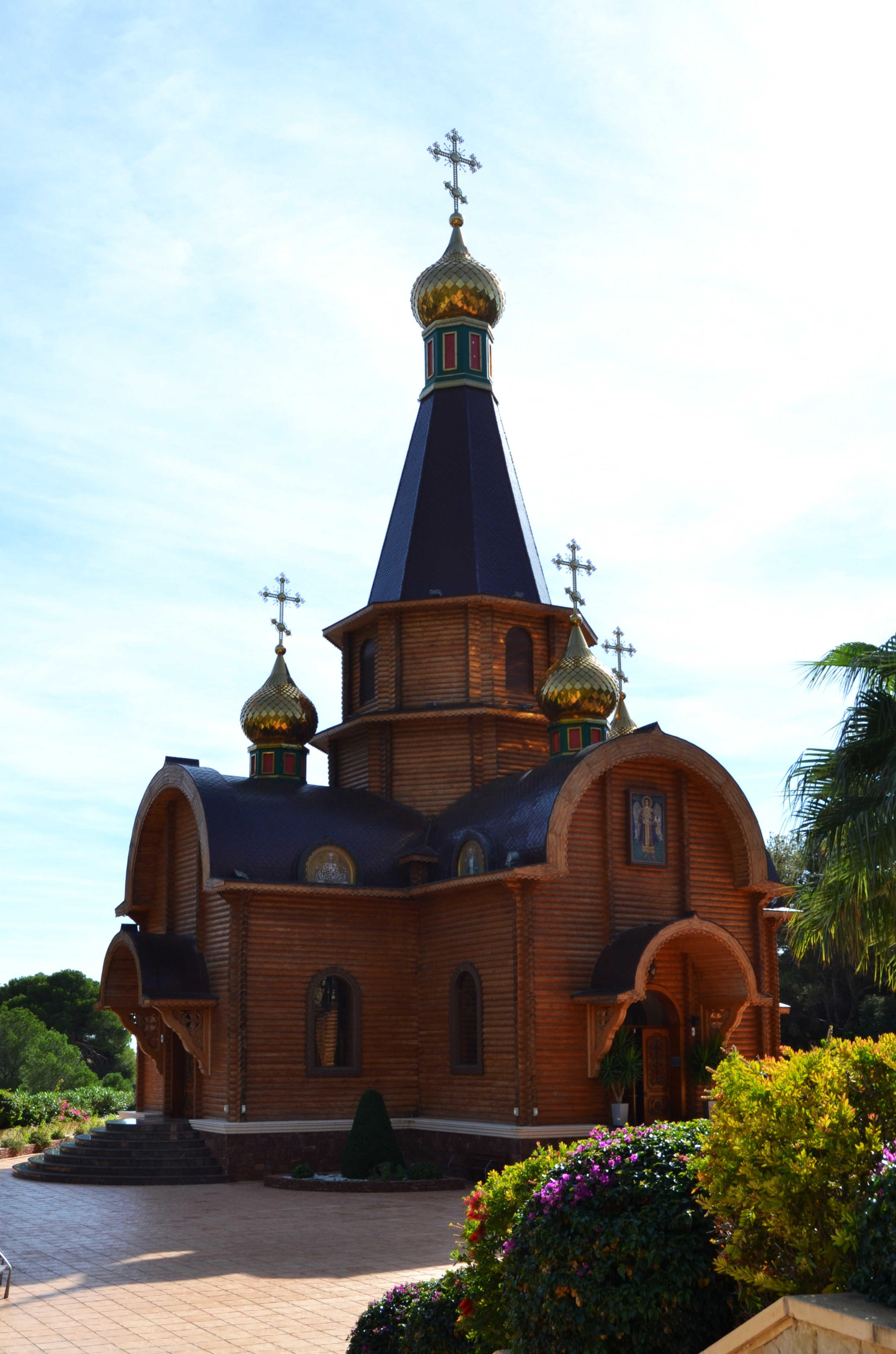
Храм Архангела Михаила (Альтеа)

- община иконы Пресвятой Богородицы «Казанская» в Сан-Жулиа-де-Лория[11]

Испания
- Кафедральный собор в честь равноапостольной Марии Магдалины в Мадриде
- Храм Преображения Господня в Эстепоне
- Храм в честь Архангела Михаила в Альтее
- приход в честь Сретения Господня в Адехе на острове Тенерифе
- приход в честь великомученика Георгия в Валенсии
- Богородице-Рождественский храм в Торревьехе
- Храм в честь святого великомученика Георгия и святой мученицы Анастасии в Калонже
- Храм Благовещения Пресвятой Богородицы в Барселоне
- приход в честь Вознесения Господня в Марбелье
- приход в честь святителя Николая Чудотворца в Севилье
- Храм Рождества Христова в Пальма-де-Майорке
- приход в честь святых мучеников Кирика и Иулитты в Льорет-де-Мар
- Храм в честь иконы Божией Матери «Скоропослушница» в Таррагоне
- приход в честь преподобной Марии Египетской в Малаге
- приход преподобного Иова Почаевского в Мурсии
- приход в честь Покрова Божией Матери в Гранаде
- приход в честь Иверской иконы Божией Матери в Аликанте
- приход в честь Святого Духа и святителя Иоанна Шанхайского в Логроньо
- Приход в честь Исидора и Леандра Севильских в Гуадакорте[англ.]
- Приход в честь благоверного князя Александра Невского в Сарагосе

Гибралтар
- приход в честь святого великомученика Георгия Победоносца[14]

Португалия
- Кафедральный собор в честь Всех святых в Лиссабоне
- приход приход Новомучеников и Исповедников Российских в Порту
- приход Блаженной Ксении Петербургской в Фару
- приход Святителя Иоанна Златоуста в Кашкайше
- домовая церковь при Международном Христианском Центре духовной культуры «Покров» в Албуфейре
- храм Святого Апостола Андрея в Сетубале
- община в честь священномученика Киприана Карфагенского в Лагуше
- община в честь великомученика Георгия в Алмаде
- община Святителя Спиридона Тримифунтского на острове Мадейра
- приход в честь Всех Святых в Земле Португальской просиявших в Лейрии
- часовня в честь пророка Божия Ионы на Азорских островах
- Приход в честь святителя Николая в Торриш-Ведраш
- Община в честь апостолов Петра и Павла в Эворе
- Община в честь святителя Николая в Лоуринье